# Nicolle Torrens
Nicolle Adriana Torrens Mercado (29 maggio 2001) è una nuotatrice artistica portoricana.

## Biografia
A livello internazionale compete nel duo misto con il connazionale Javier Ruisanchez.
Ha partecipato ai mondiali di Budapest 2022, dove si è classificata 11ª nel duo misto programma libero e 12ª nel programma tecnico.